# Ricardo Simon

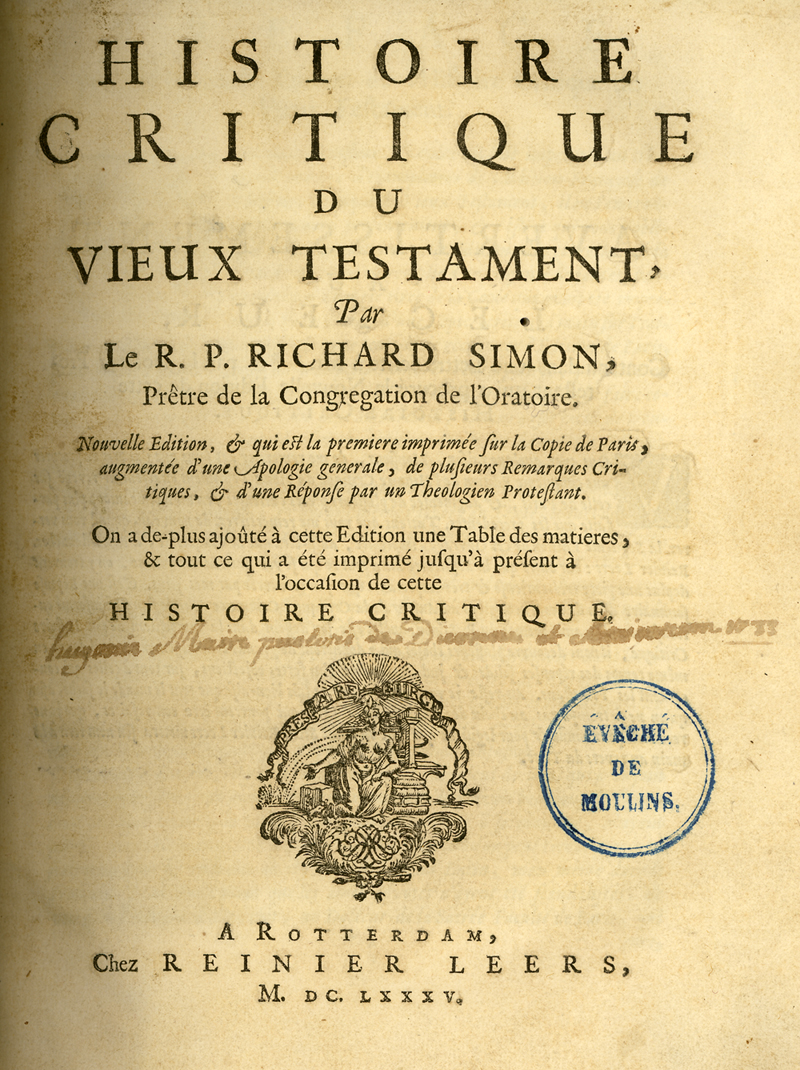
História crítica do velho testamento, por Ricardo Simon

Ricardo Simon ou Richard Simon, (Dieppe, 13 de maio de 1638 — Dieppe, 11 de abril de 1712), foi um exegeta, filósofo, historiador e crítico francês. É considerado o iniciador da crítica bíblica em língua francesa.

## Biografia

### Um jovem erudito
Ricardo Simon recebeu a sua primeira educação no colégio da Congregação do Oratório de Dieppe. A generosidade de um amigo lhe permitiu estudar teologia em Paris onde irá se interessar pela língua hebraica e outras línguas orientais. Ao sair do colégio, como era habitual, foi enviado a aprender filosofia no Colégio Oratoriano de Juilly.

### Obras
- Fides Ecclesiae orientalis, seu Gabrielis Metropolitae Philadelphiensis opuscula, cum interpretatione Latina, cum notis, Paris, 1671;
- Histoire critique du Vieux Testament, Paris, 1680;
- Histoire critique du texte du Nouveau Testament, où l’on établit la vérité des actes sur lesquels la Religion chrétienne est fondée, Rotterdam, 1689;
- Histoire critique des principaux commentateurs, 1693;
- Cérémonies et coutumes qui s'observent aujourd'hui parmi les juifs, traduites de l'italien de Léon de Modène rabbin de Venise, par le Sieur de Simonville, à La Haye, chez Adrian Moetjens, 1682.